# 미끄럼틀

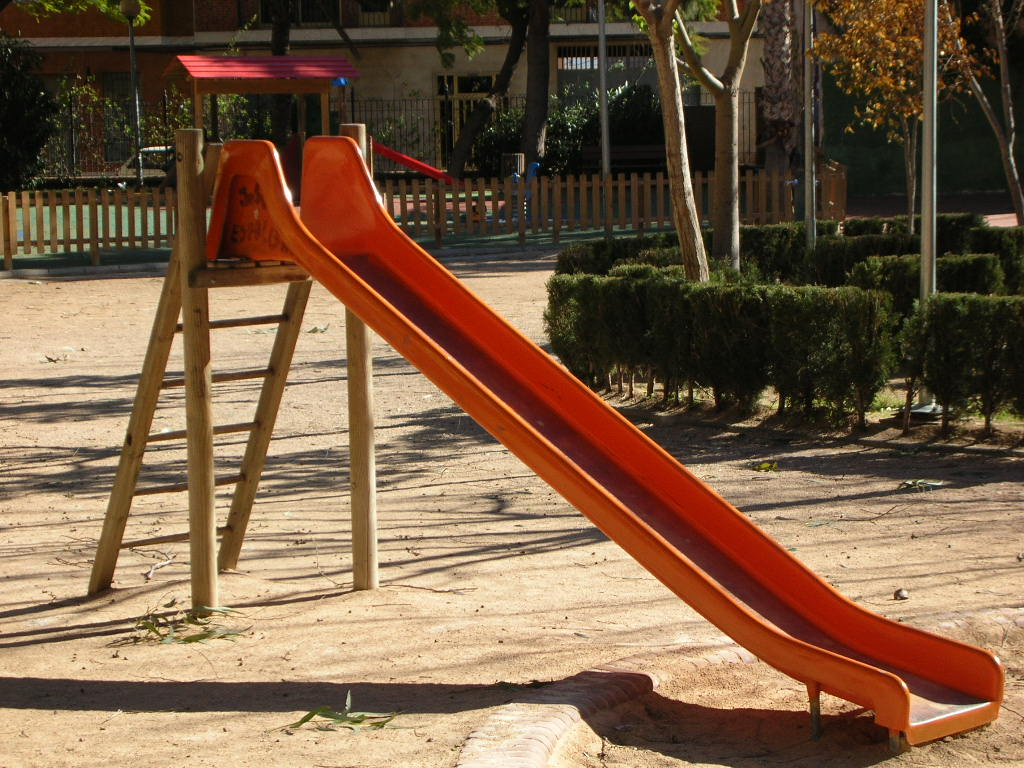
스페인 발렌시아 파르크 데 알카세르(Parque de Alcacer)에 있는 미끄럼틀

미끄럼틀(영어: slide)은 놀이터, 공원, 학교 운동장 등에 설치하는 놀이 기구다. 앉아서 미끄러져 내려오도록 비스듬하게 만든다. 미끄럼틀의 경사 부분의 단면은 평평한 모양이거나, 원통을 반으로 자른 모양이거나, 원통 모양이다. 원통을 반으로 자른 모양이거나 원통 모양인 까닭은 아이들이 떨어지는 것을 방지하기 위함이다. 미끄럼틀은 플라스틱이나 금속 소재로 만들되, 직선으로 쭉 뻗은 모양이거나 굽이친 모양으로 만든다. 미끄럼틀을 이용하는 아이들은, 계단이나 사다리를 거쳐 미끄럼틀 꼭대기에 올라간 후, 미끄럼틀을 타고 미끄러져 내려온다. 

## 각국의 미끄럼틀
오스트레일리아에서는 미끄럼틀을 슬리퍼리 슬라이드(영어: slippery slide) 혹은 슬리퍼리 딥(영어: slippery dip)이라고 한다. 뉴욕 시 지역에서는 놀이터 미끄럼틀을 슬라이딩 폰드(영어: sliding pond) 혹은 슬라이딩 폰(영어: sliding pon)이라고 한다.

## 나선형 미끄럼틀
미끄럼틀은 가운데 기둥을 중심으로 배배 꼬인 나선형일 수 있다.

## 놀이공원 미끄럼틀

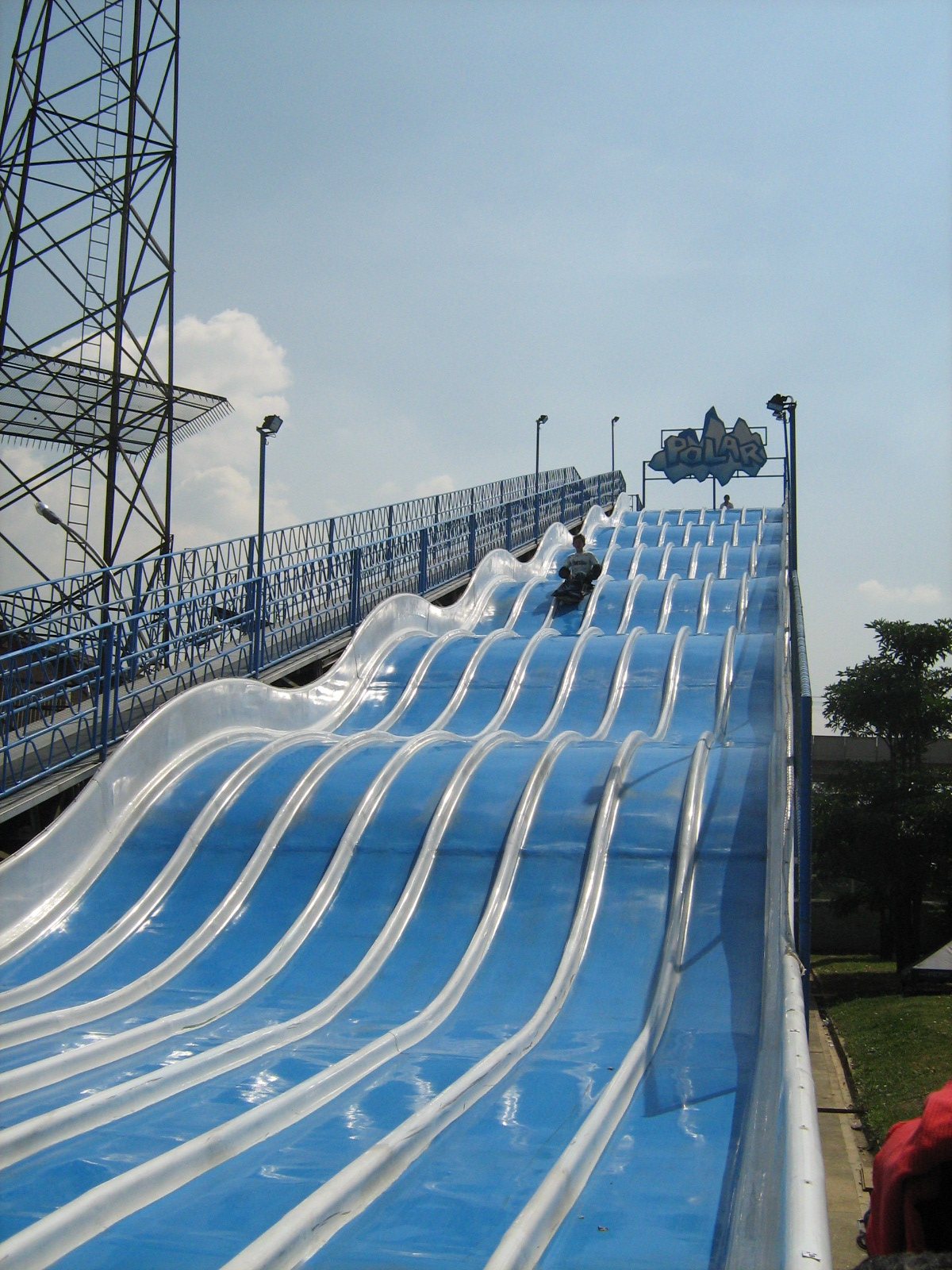
놀이공원 미끄럼틀

간혹 놀이공원에는 규모가 큰 미끄럼틀이 있을 수 있다. 꼭대기의 높이가 높으며 미끄러질 수 있는 경사면이 여럿일 수 있다. 옷을 보호하고 마찰을 줄여 속도를 내기 위해 이용자들은 무언가에 앉아 타기도 한다.
놀이공원 미끄럼틀의 변형으로, 워터파크 혹은 수영장에 미끄럼틀이 있을 수 있다. 이것은 워터 슬라이드(water slide)라고 부른다.

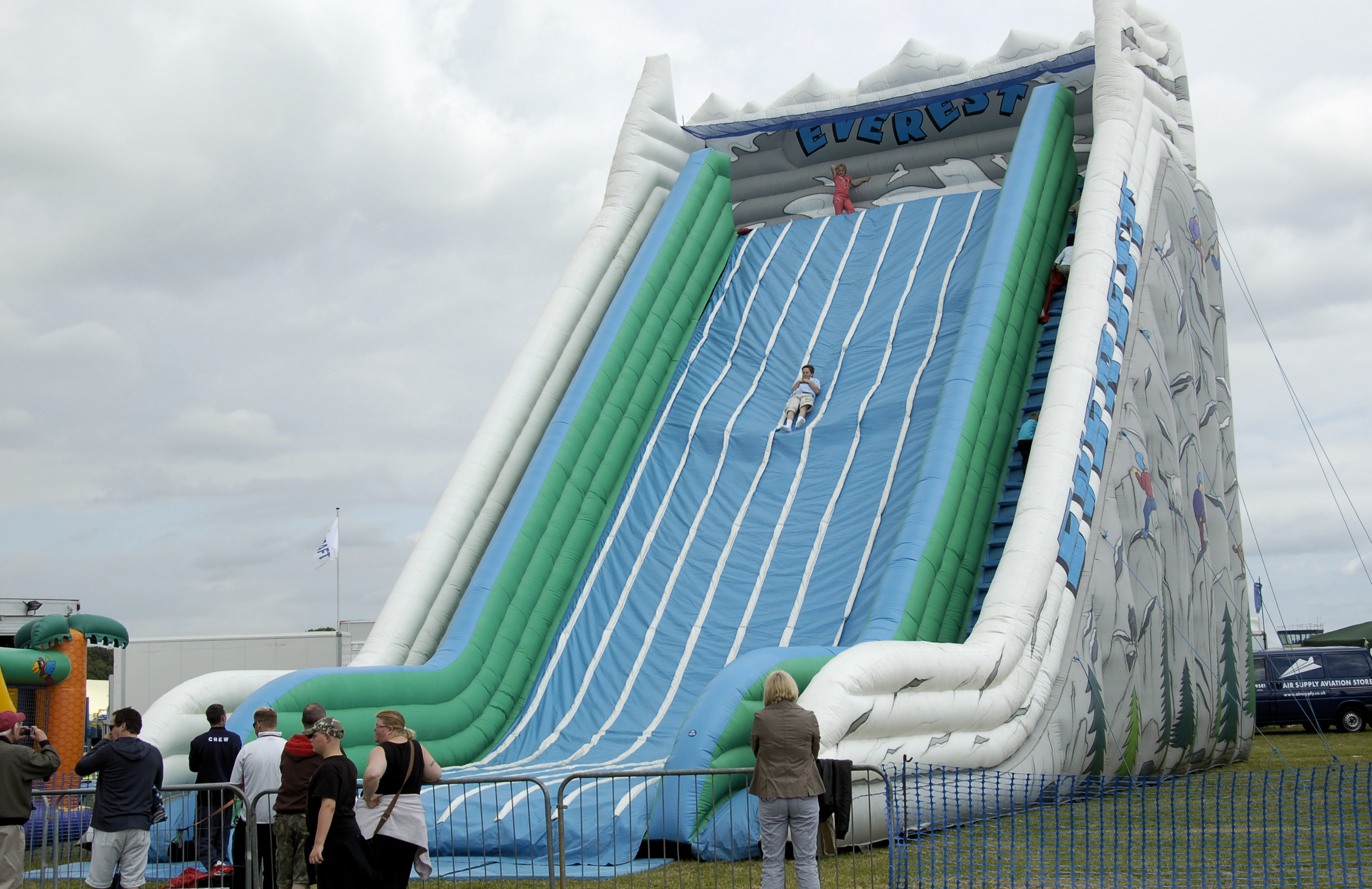
잉글랜드 에어 쇼 현장. 부풀게 하여 만드는 미끄럼틀
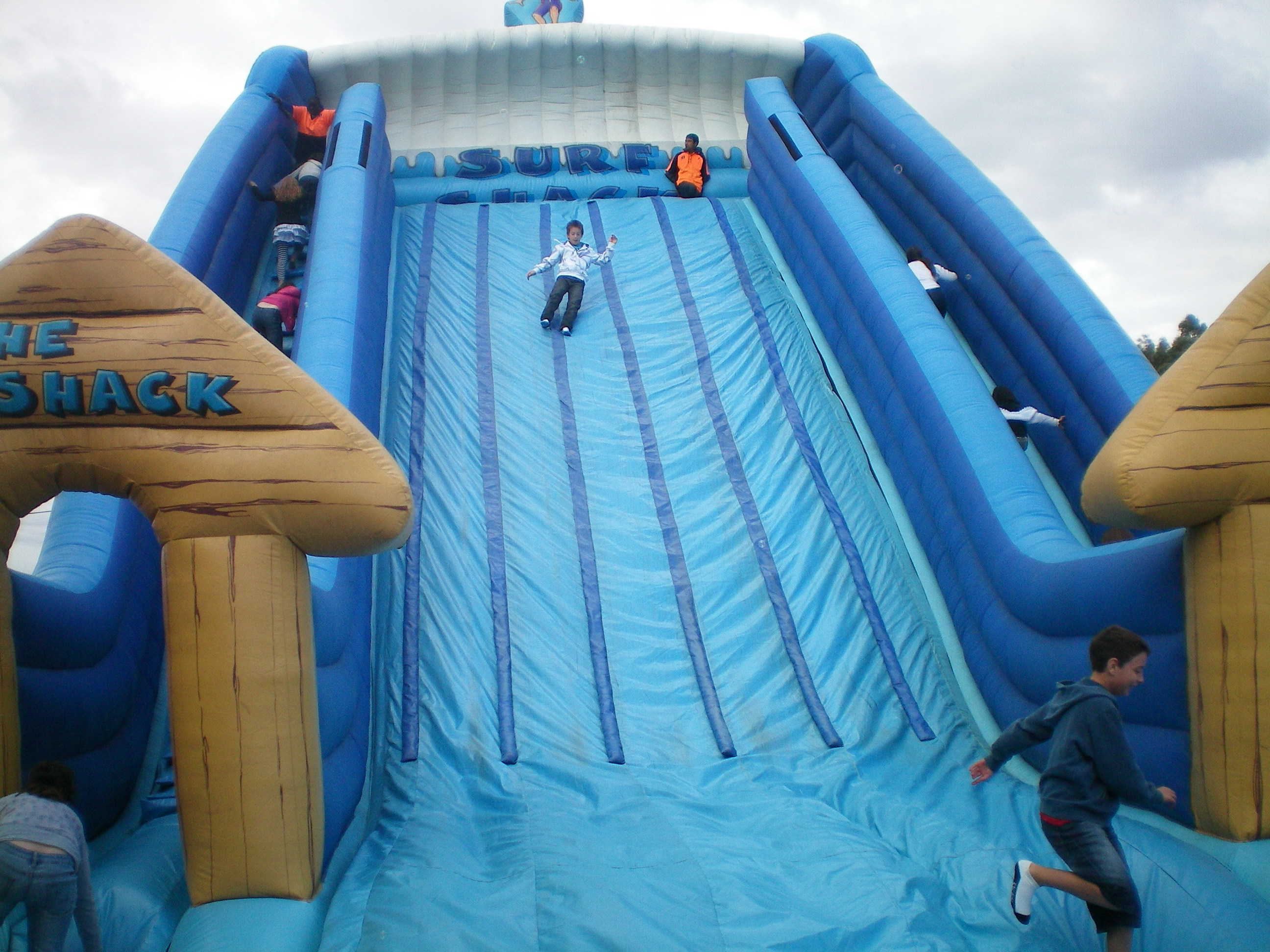
오스트레일리아 지역 축제에서

## 사진 모음

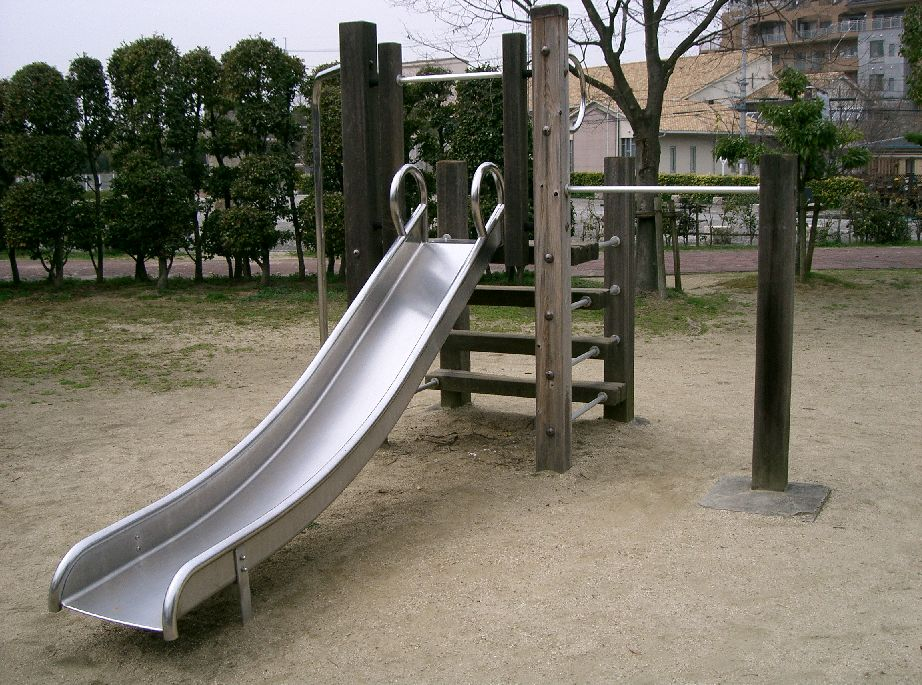
일본의 미끄럼틀
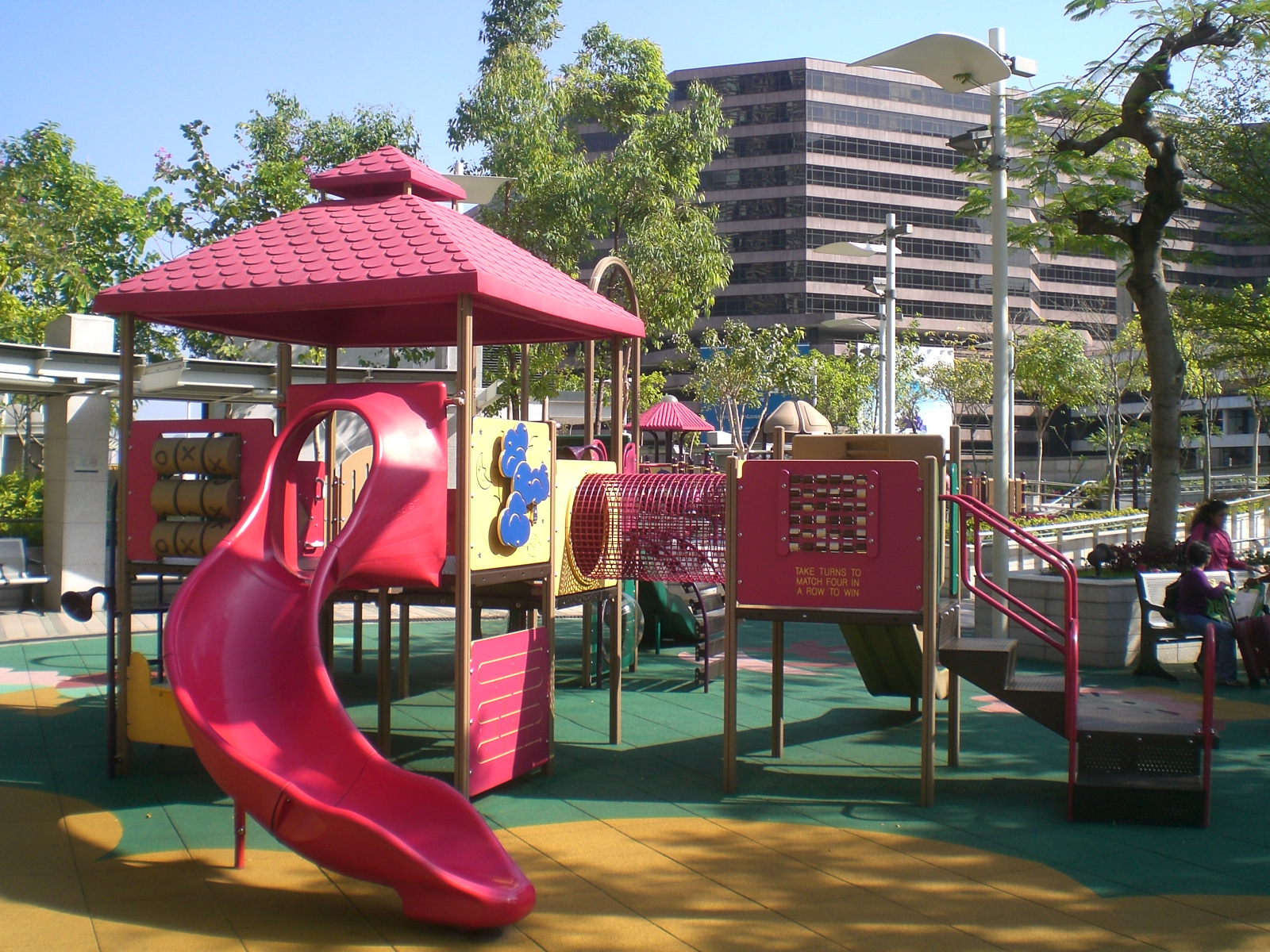
홍콩 살리즈베리 로드에 있는 미끄럼틀
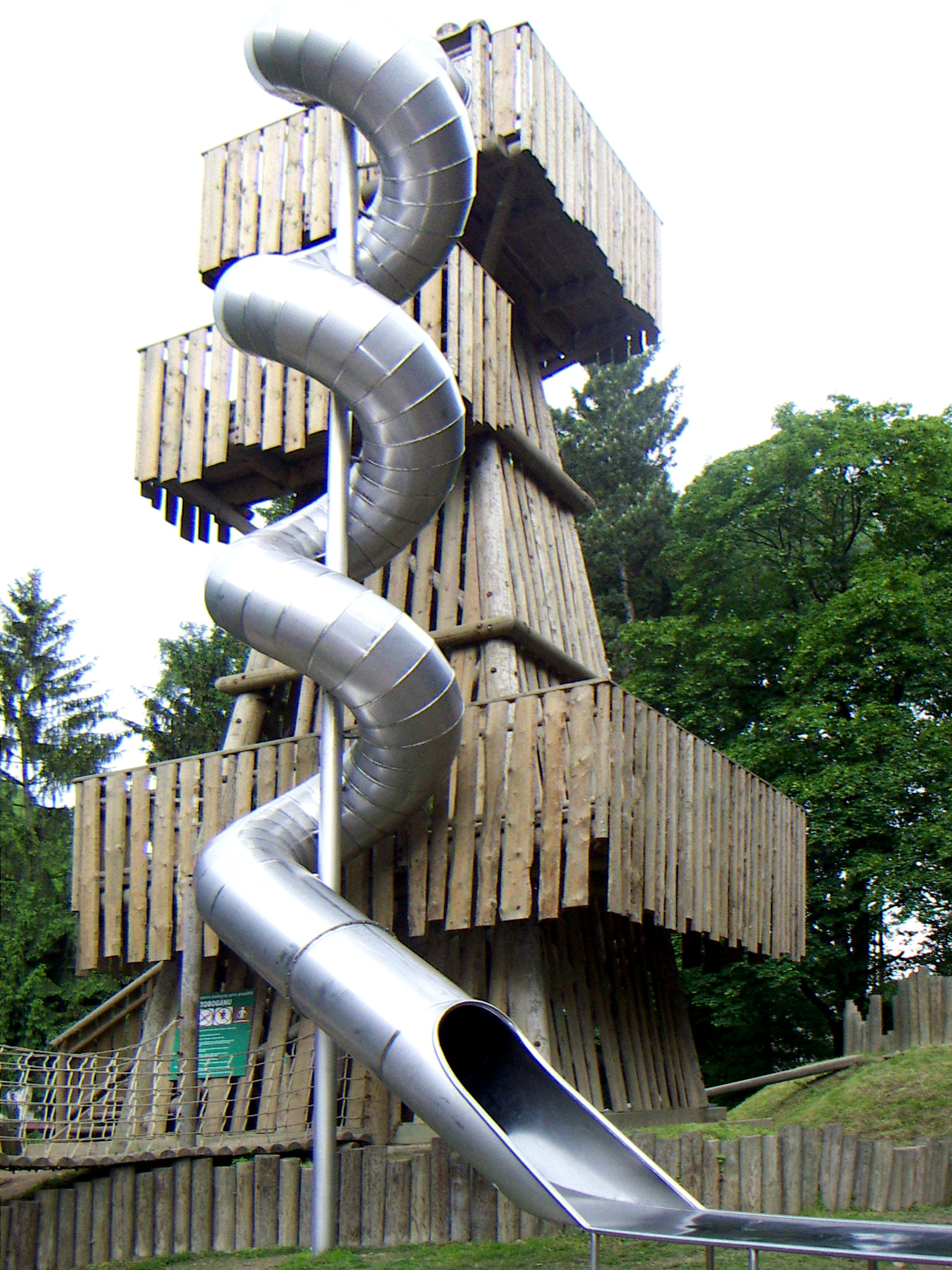
체코 지흐라바 동물원(Zoo Jihlava)에 있는 미끄럼틀
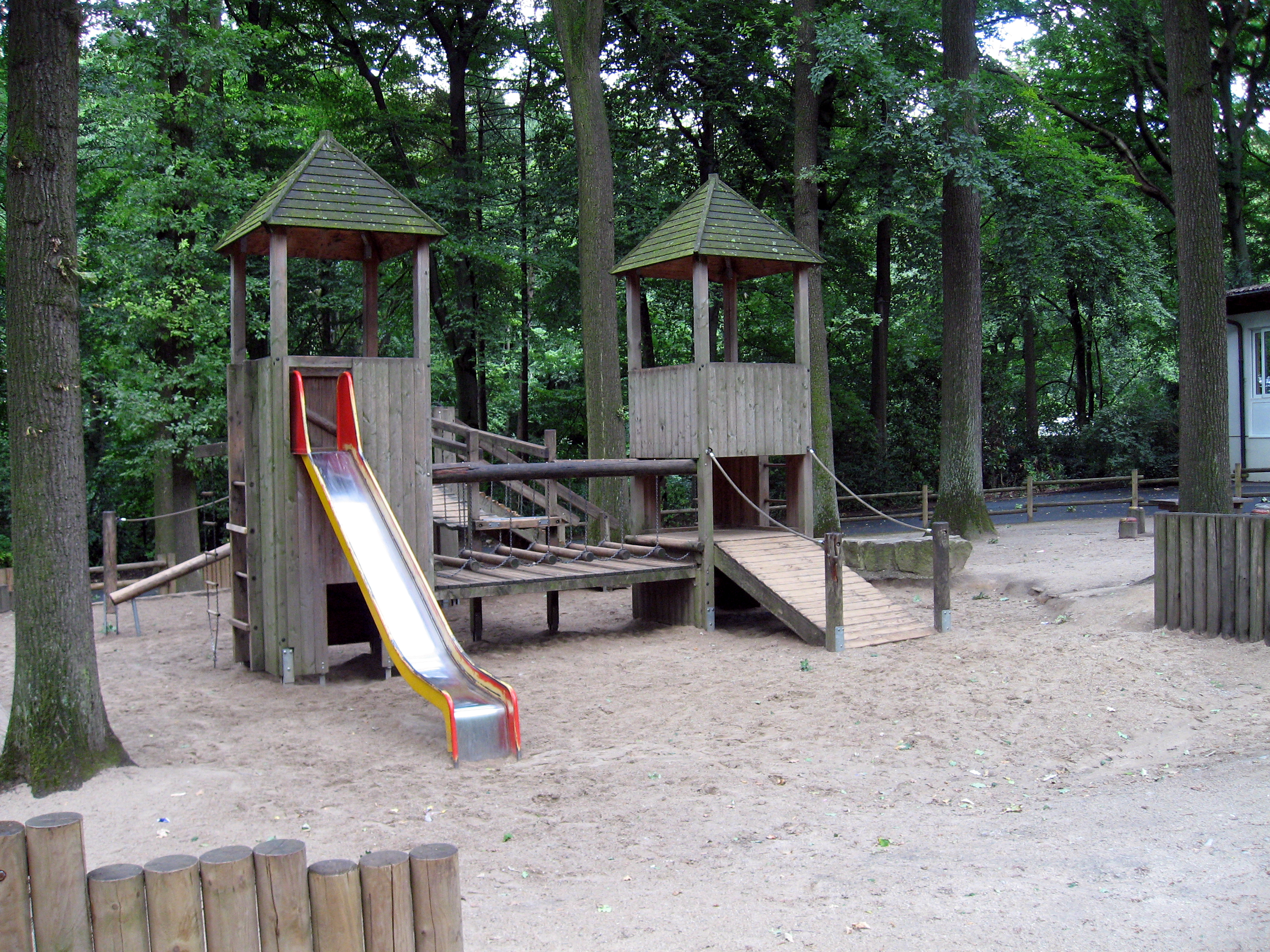
독일 도르트문트에 있는 미끄럼틀

## 같이 보기
- 정글 짐
- 그네
- 워터 슬라이드

## 참고 문헌
- Gold, David L. (Spring, 1981). "Three New-York-Cityisms: Sliding Pond, Potsy, and Akey" in American Speech, Vol. 56, No. 1, pp. 17-32. Retrieved 2007-12-12 from "JSTOR" at http://links.jstor.org/sici?sici=0003-1283(198121)56%3A1%3C17%3ATNSPPA%3E2.0.CO%3B2-Y.